# Guisborough-Theilenhofen (Helm)
Der römische Helmtyp Guisborough-Theilenhofen wird von den meisten Wissenschaftlern als maskenloser sogenannter Paradehelm der Auxiliartruppen angesehen, wie er bei den normierten Reiterübungen der Kavallerie Verwendung fand. Andere wiederum sehen in dem Stück einen regulären Kampfhelm der mittleren Kaiserzeit. Namensgebend waren die Fundorte der beiden wichtigsten Vertreter dieses Typs im englischen Guisborough sowie im Lagerdorf (Vicus) des rätischen Limeskastells Theilenhofen (Iciniacum).
Wissenschaftlich gesicherte Helme dieser im Fundgut äußerst seltenen Art wurden außerdem im gallischen Cabillonum Chalon-sur-Saône, am oberpannonischen Donaukastell Gerulata und im siebenbürgischen Kaltherberg (Războieni-Cetate) gefunden.

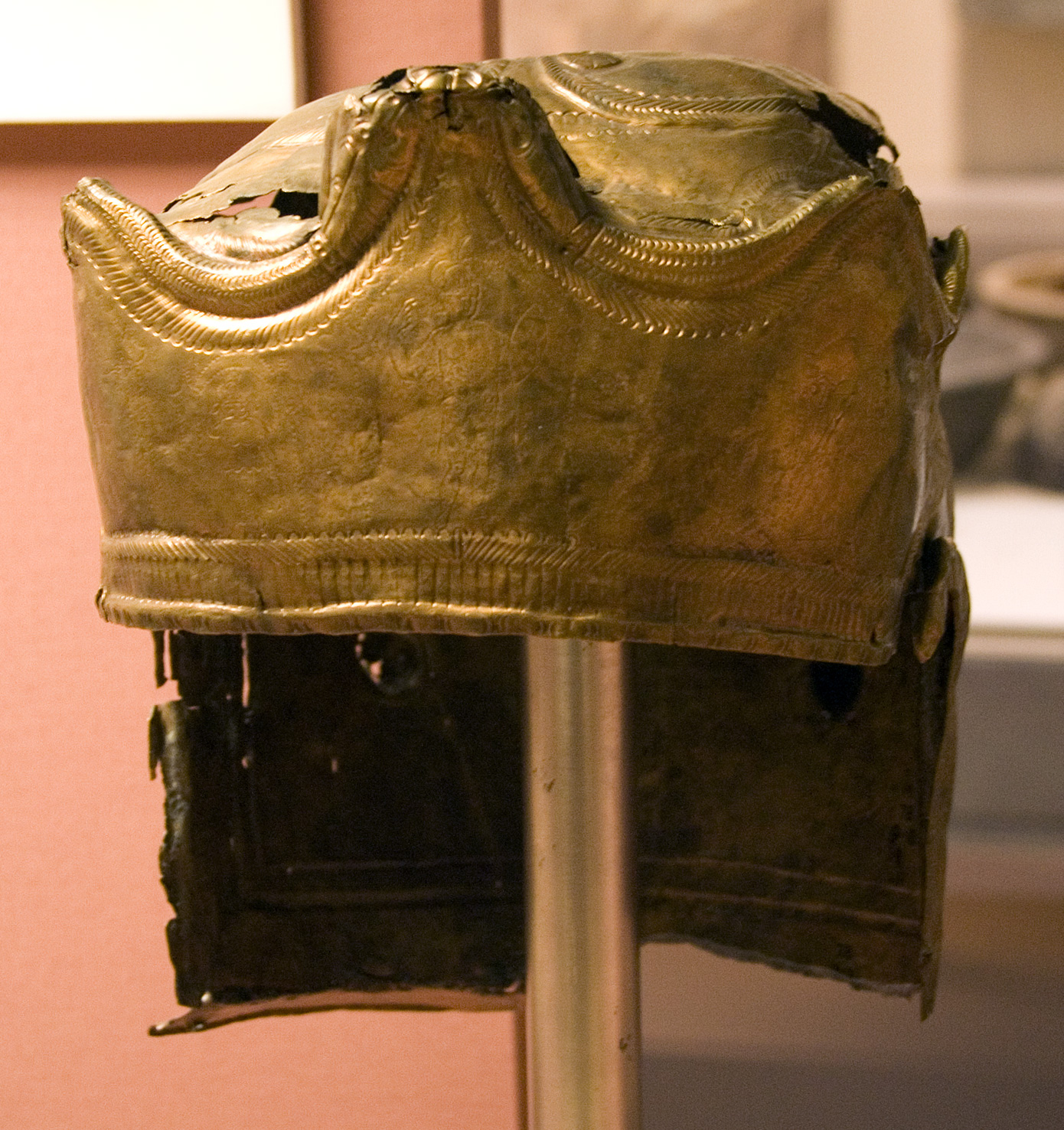
Helm von Guisborough

## Der Theilenhofener Helm
Der 1974 während eines Wettpflügens im Kastellvicus von Theilenhofen (Landkreis Weißenburg-Gunzenhausen) als dort bisher spektakulärster Militariafund aus dem Boden gekommene Helm, ist mit Treibarbeiten überreich verziert und war als bisher einziger seiner Art vollständig rekonstruierbar. Neben dem Guisborough-Helm befand sich ein ähnliches, nicht so gut erhaltenes Stück, das im Unterschied zum Theilenhofener Helm zwei Adlerprotome aufwies, in der Privatsammlung des Berliners Axel Guttmann, die nach dessen Tod versteigert wurde.
Stücke von geringer Materialstärke wie der Helm aus Iciniacum werden in der Forschung vorwiegend als reine, sogenannte Paradehelme angesehen, die eigentlich nicht für den militärischen Einsatz bestimmt waren, sondern bei den regelmäßig abgehaltenen, normierten Reiterübungen („Turnieren“) der Kavallerie getragen wurden, die den jeweiligen Stand der Ausbildung deutlich machen sollten. Zu diesen Übungen ist heute der „Reitertraktat des Flavius Arrianus“ aus dem Jahr 136 n. Chr. die erste Quelle.
Auf der aus Theilenhofen stammenden Helmkalotte befinden sich drei nebeneinanderstehende kurzgefiederte Kämme. Den beiden kleineren dieser Kämme, rechts und links über dem Ohrenschutz, ist je ein springender Löwe zugeordnet, während der Mittelkamm in einer Adlerprotome mündet, die über einem hohen Stirnschutz steht. Der Nackenschutz ist, wie bei den älteren römischen Kavalleriehelmen des 1. Jahrhunderts n. Chr. üblich, nur sehr kurz angedeutet. Auf den breiten Wangenklappen ist der römische Adler, den Lorbeer im Schnabel tragend, abgebildet. Das verwendete Material ist Messingbronze, die teilweise mit Weißmetall überzogen ist, um den optischen Reiz zu erhöhen. Der Reiterhelm hat einen schmalen Nackenschirm und weit ausgeschnittene Öffnungen für die Ohren, die durch Wangenklappen abgedeckt werden. Hinter dem Ohrenschutz und auf dem Stirnband sind lateinische Besitzerinschriften eingepunzt, die auf das jeweilige Schwadron (Turma) des Trägers hinweist. Es wurde anhand der Inschriften festgestellt, dass der Helm hintereinander von fünf Kavalleristen der in Theilenhofen stationierten Cohors III Bracaraugustanorum equitata (3. teilberittene Kohorte aus Bracara Augusta) getragen worden ist, was auf einen längeren Gebrauch schließen lässt. Die Wangenklappen reichen bis unter das Kinn und sind auf der Stirnseite doppelt gewellt. Auf ihren Flanken befindet sich die Abbildung eines Adlers, der einen Siegerkranz im Schnabel hält. Über dem Stirnbereich der Kalotte sitzt ein vorgetäuschtes Stirnvisier, das nach oben einen dreifach gewellten, umbörtelten Rand besitzt. Über die Helmglocke verlaufen vom Scheitel bis zum weit nach unten gezogenen Hinterhelm, drei nebeneinander sitzende Metallkämme, die unterschiedlich gestaltet sind. Der mittlere Kamm liegt auf der Scheitellinie des Helmes, er ist in drei längslaufende Abschnitte unterteilt und mit stilisierten Darstellungen von Vogelfedern verziert. Am vorderen Ende ist der Kamm als Adlerprotome gestaltet. Die anderen zwei Kämme verlaufen zu beiden Seiten des mittleren Kammes und enden an ihrer Stirnseite mit der Darstellung von Löwen.
Der Theilenhofener Helm – ein später Vertreter des frühkaiserzeitlich-pseudoattischen Typs Koblenz-Bubenheim-Weiler – wurde in den Restaurierungswerkstätten des Römisch-Germanischen Zentralmuseums in Mainz restauriert und teilergänzt. Nachdem er anfangs in der Prähistorischen Staatssammlung München ausgestellt war, befindet er sich heute im Germanischen Nationalmuseum in Nürnberg. Ein Helm der gleichen Art ist der Guisborough-Helm, der sich nur anhand der Dekoration unterscheidet (Bild rechts). Seine Rekonstruktion ist nicht vollständig.
Der Helm ist ein Beispiel für den historisierenden Umgang des Militärs mit der eigenen Vergangenheit. Von römischer Militaria ist bekannt, dass sie vielfach auf schon damals ältere, nicht mehr gebräuchliche Formen zurückgriffen, um „vom Prestige des klassischen Vorbildes“ zu zehren. Ähnliches kann man noch heute beim Militär vieler Länder beobachten, das zu Paraden historische oder historisierende Uniformen trägt.
Die Entstehungszeit des Stückes liegt wohl in der 2. Hälfte des 2. Jahrhunderts n. Chr. Der Fundort, ein durch Brand zerstörtes Gebäude im Theilenhofener Lagerdorf, wurde sicherlich nach 189 n. Chr., vielleicht auch erst im 3. Jahrhundert zerstört. Möglicherweise kam er mit dem Alamanneneinfall von 233 in den Boden.

## Verwendung
Wie der Archäologe Thomas Fischer 1991 betonte, geben die gepunzten Besitzerinschriften keinen Hinweis darauf, dass der Helm von Offizieren genutzt worden sein könnte, da dort lediglich einfache Reiter genannt werden. Fischer sah das Stück zudem als normalen kavalleristischen Gefechtshelm an. Diese Meinung teilte unter anderem Markus Egg und Götz Waurick vom Römisch-Germanischen Zentralmuseum. Der Historiker und Experimentalarchäologe Marcus Junkelmann wiederum plädierte bei dem Fund für ein bei Reiterübungen verwendetes Objekt. Unter anderem mit Verweis auf die sehr geringe Materialdicke von nur 1,5 bis 0,2 Millimetern legte sich auch Martin Kemkes, Leiter des Limesmuseums Aalen, und Jörg Scheuerbrandt, Leiter des Römermuseum Osterburken, auf die Zuordnung als Paradehelm fest. In diesem Sinne wird er heute auch im Germanischen Nationalmuseum präsentiert.